# Ocereteane, Dolînska
Ocereteane (în ucraineană Очеретяне) este un sat în comuna Bohdanivka din raionul Dolînska, regiunea Kirovohrad, Ucraina.

## Demografie
Componența lingvistică a localității Ocereteane
     Ucraineană (81,48%)
     Rusă (14,81%)
     Română (3,7%)
Conform recensământului din 2001, majoritatea populației localității Ocereteane era vorbitoare de ucraineană (81,48%), existând în minoritate și vorbitori de rusă (14,81%) și română (3,7%).